# 7月6日
7月6日（しちがつむいか）は、グレゴリオ暦で年始から187日目（閏年では188日目）にあたり、年末まであと178日ある。

## できごと

ジョン・レノン（左上）とポール・マッカートニー（右上）が出会う(1957)

- 1189年 - ヘンリー2世の逝去に伴い、リチャード1世がイングランド王に即位[1]。なお、ウェストミンスター寺院での戴冠日は同年9月3日[2]。
- 1221年（承久3年6月15日） - 承久の乱が終結。北条泰時・時房の鎌倉幕府軍が後鳥羽上皇方を破って京都を占領して常駐し、後の六波羅探題となる。
- 1253年 - 初代リトアニア王ミンダウガスが戴冠。
- 1312年（正和元年6月2日） - 北条宗宣の出家に伴い、北条煕時が鎌倉幕府第12代執権に就任。
- 1483年 - イングランド王リチャード3世が戴冠[3]。
- 1535年 - トマス・モアが外患罪で処刑される。
- 1758年 - フレンチ・インディアン戦争：カリヨンの戦いがはじまる。
- 1758年 - クレメンス13世がローマ教皇に即位。
- 1785年 - ドルをアメリカ合衆国の通貨とすることを議会が決定[4]。
- 1790年（寛政2年5月24日）- 寛政の改革：寛政異学の禁がはじまり昌平坂学問所で朱子学以外の学問の教授が禁じられる[5]。
- 1801年 - ナポレオン戦争：アルヘシラス湾の戦い（英語版）が始まる。
- 1854年 - アメリカ合衆国ミシガン州・ジャクソンでおよそ1万人が参加する共和党大会が開かれ、共和党が正式に結成された[6]。
- 1885年 - ルイ・パスツールが、自身が開発した狂犬病ワクチンを初めて人間に接種し、効果が認められる。
- 1887年 - ハワイ王国国王カラカウアが、アメリカ系移民の蜂起に押され、アメリカ人の権利を大幅に認めハワイ国民の権利を奪う銃剣憲法（英語版）に署名[7]。
- 1912年 - 第5回夏季オリンピックストックホルム大会が開幕。日本が選手団4名で参加した初めてのオリンピック[8]。
- 1917年 - アラブ反乱：ファイサル・イブン・フサインと英軍将校トーマス・エドワード・ロレンス率いるオスマン帝国への反乱軍がアカバを奪取。
- 1919年 - イギリスの飛行船R34が、世界初の飛行船による、かつ、東から西方向への大西洋横断飛行を達成。
- 1925年 - 安田善次郎寄付による東京大学安田講堂が完成。
- 1933年 - メジャーリーグで第1回オールスターゲーム開催。
- 1935年 - 栃木県の華厳の滝で岩盤が落下。滝壺付近にあった五郎平茶屋を直撃して4人が死亡[9]。
- 1939年 - 大日本帝国海軍が零式艦上戦闘機（ゼロ戦）の初試験飛行を開始。
- 1940年 - 社会大衆党が解党し[10]、大政翼賛会に合流。
- 1942年 - アンネ・フランクの一家が隠れ家に移り住む[11]。
- 1943年 - 創価教育学会（創価学会の前身）の創立者である牧口常三郎と戸田城聖が治安維持法違反で逮捕される。
- 1945年 - 第二次世界大戦：ノルウェーが日本に宣戦布告。
- 1945年 - 第二次世界大戦・日本本土空襲：千葉空襲。
- 1948年 - 公認会計士法公布。
- 1948年 - 連合国軍最高司令官総司令部は、軍票の交換比率を1ドル=270円に改定することを発表[12]。
- 1949年 - 下山事件。前日から行方不明となっていた国鉄総裁の下山定則が轢死体で発見される。
- 1950年 - ポーランドと東ドイツがズゴジェレツ条約を締結。オーデル・ナイセ線を両国の国境として確認しあうも西ドイツは受け入れず。
- 1950年 - 東京証券取引所の修正平均株価（現：日経平均株価）が史上最安値85.25円を記録。
- 1951年 - 終戦を知らずにマリアナ諸島アナタハン島で暮らしていた元日本兵19人と女性1人が帰国（アナタハンの女王事件）[13]
- 1953年 - 日比両政府がフィリピンのモンテンルパ刑務所に収監されていた日本人戦犯106名の減刑・釈放に合意。
- 1957年 - 東京・天王寺の五重塔が放火心中により焼失（谷中五重塔放火心中事件）。
- 1957年 - ジョン・レノンとポール・マッカートニーが出会う。
- 1958年 - 初の大相撲名古屋場所開催（大相撲の本場所が6場所制に）。
- 1959年 - 1957年に西ドイツに復帰したザールラント州で、使用される通貨がフランス・フランからドイツ・マルクになる。
- 1962年 - アメリカ合衆国がセダン核実験を実施。
- 1964年 - マラウイ共和国がイギリスから独立。
- 1967年 - 同年5月30日にビアフラ共和国として一方的にナイジェリア連邦からの独立を宣言した東部州に、連邦政府軍が進撃。ビアフラ戦争が勃発[14]。
- 1972年 - 佐藤栄作内閣退陣に伴う新首相指名のため第69回臨時国会が召集され、田中角栄自民党総裁が首相に指名される[15]。
- 1975年 - コモロ連合がフランスから独立。
- 1986年 - 衆参同日選挙（第38回衆院選、第14回参院選）。
- 1988年 - リクルート事件：リクルートコスモス（現：コスモスイニシア）の未公開株の譲渡先が首相の竹下登ら政府・自民党要人に及んでいたことが判明。
- 1988年 - 北海油田のパイパー・アルファで爆発事故。167名の死者を出す惨事となる。
- 1989年 - 歌手の美空ひばりに国民栄誉賞が贈られる（没後追贈）。
- 1989年 - 北海道のクッチャロ湖がラムサール条約の登録湿地に指定される。
- 1990年 - 神戸高塚高校校門圧死事件。
- 1995年 - 東京地検が東京都内の会社元社長を自社株釣上げ目的で虚偽の情報を流した容疑で逮捕。証取委が「風説の流布」容疑を初適用。
- 1998年 - 啓徳空港に代わり、新しい香港国際空港が開港。
- 2005年 - IOC総会で、2012年の夏季オリンピックの開催地がロンドンに決定。ロンドンでのオリンピックは1908年、1948年に続き3度目[16]。
- 2006年 - 1962年の中印国境紛争以来閉鎖されていたナトゥ・ラ峠が再び通れるようになる[17][18]。
- 2009年 - ヤドランカ・コソルがクロアチア初の女性首相に就任[19]。
- 2013年 - アシアナ航空214便着陸失敗事故[20]。乗員乗客307人のうち3人が死亡[21]。
- 2016年 - Pokémon GOがオーストラリア、ニュージーランド、アメリカ合衆国で先行サービス開始。
- 2018年 - オウム真理教事件に関与した死刑囚13人のうち、元教団代表の松本智津夫及び教団幹部ら7名の死刑執行（残りの6名は7月26日に執行）[22]。
- 2018年 - アメリカ、中国の知的財産侵害に対する制裁関税を発動。中国も報復関税を発動[23][24]。
- 2019年 - 百舌鳥・古市古墳群がユネスコの世界文化遺産に登録される[25]。
- 2023年 - 静岡市清水区の国道1号静清バイパス「清水立体工事」で、工事中の橋桁が落下。作業員2人が死亡、6人が重軽傷を負う[26]。

## 誕生日

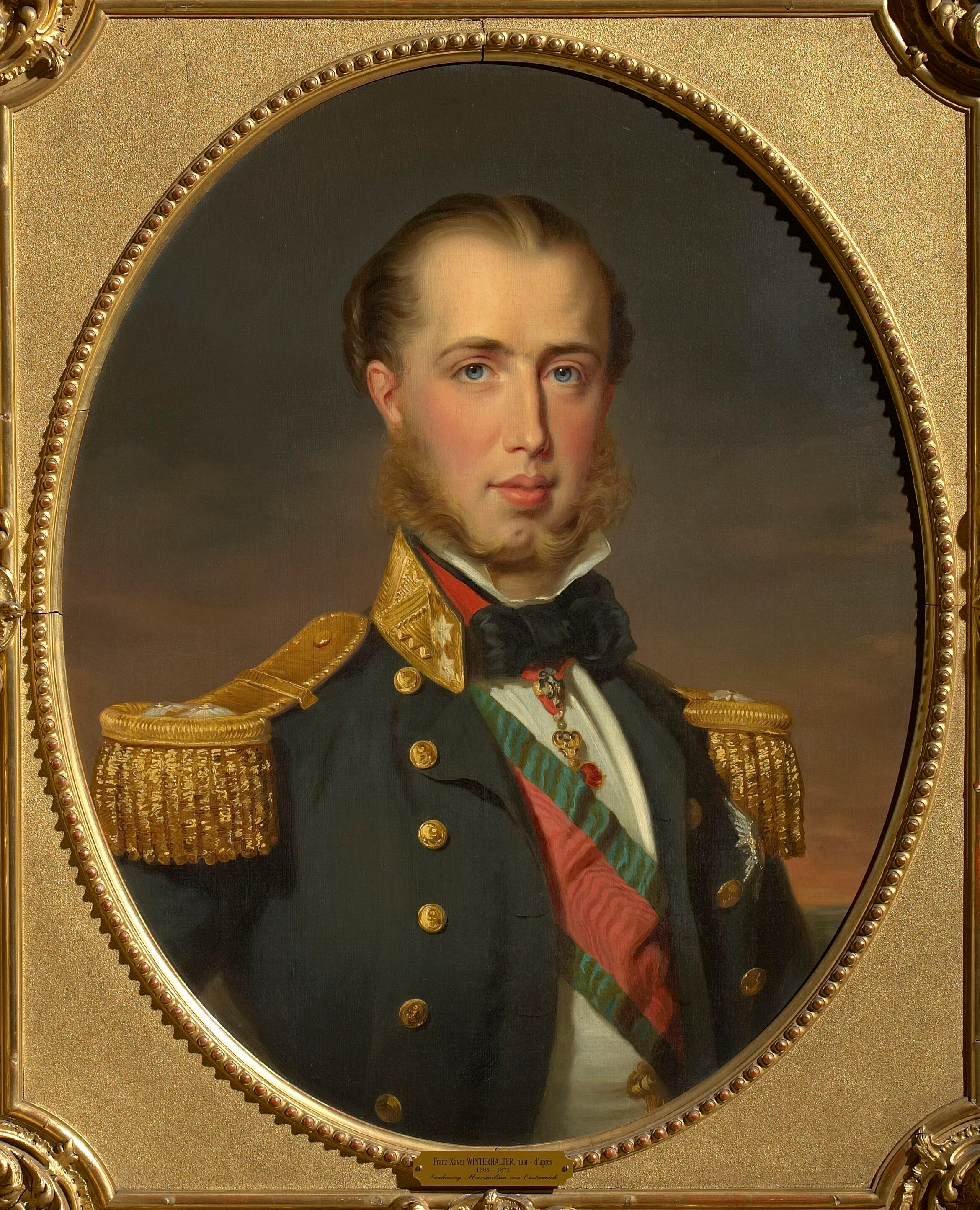
メキシコ皇帝マクシミリアン(1832-1867)誕生。

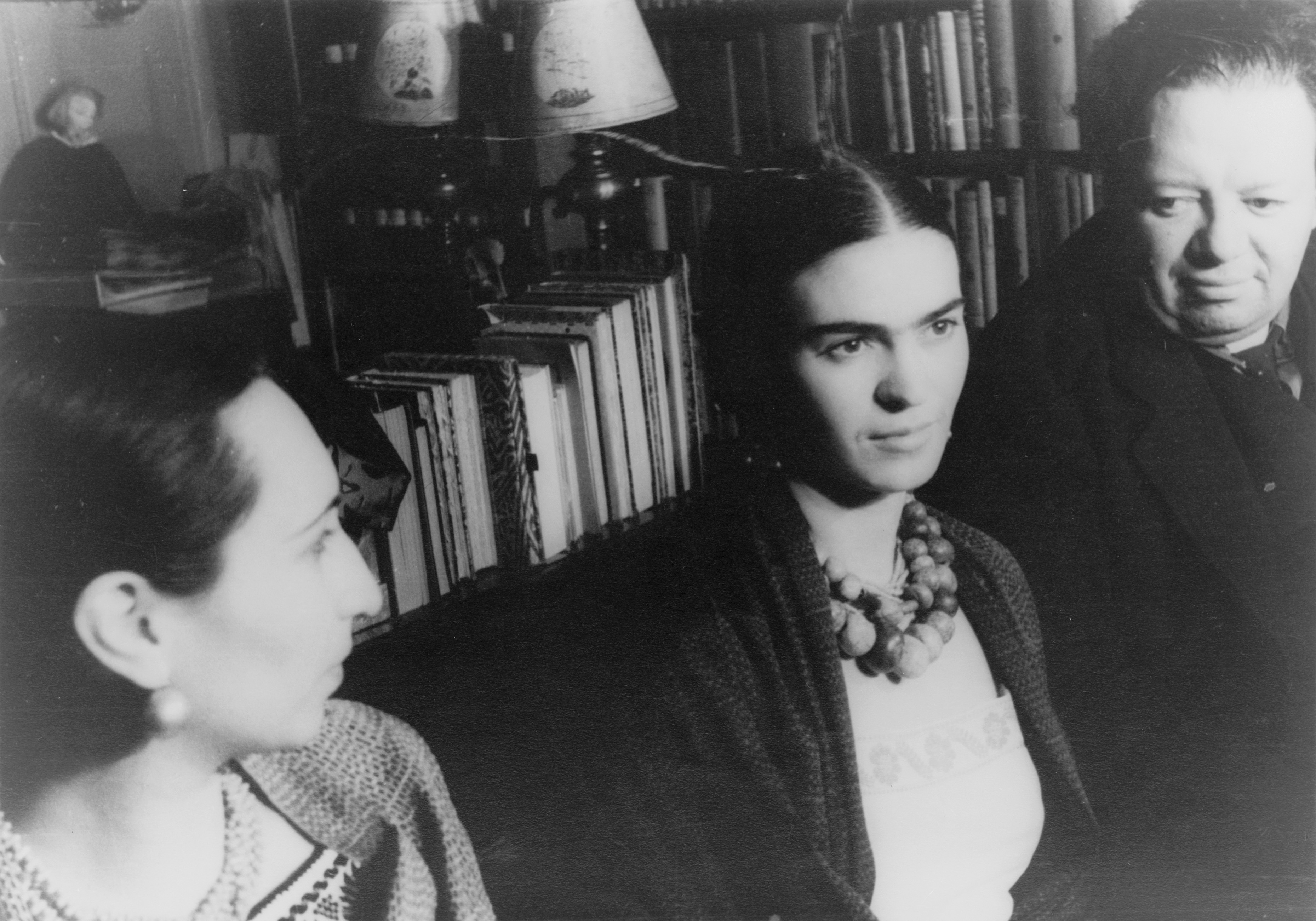
画家フリーダ・カーロ(中央; 1907-1954)誕生。

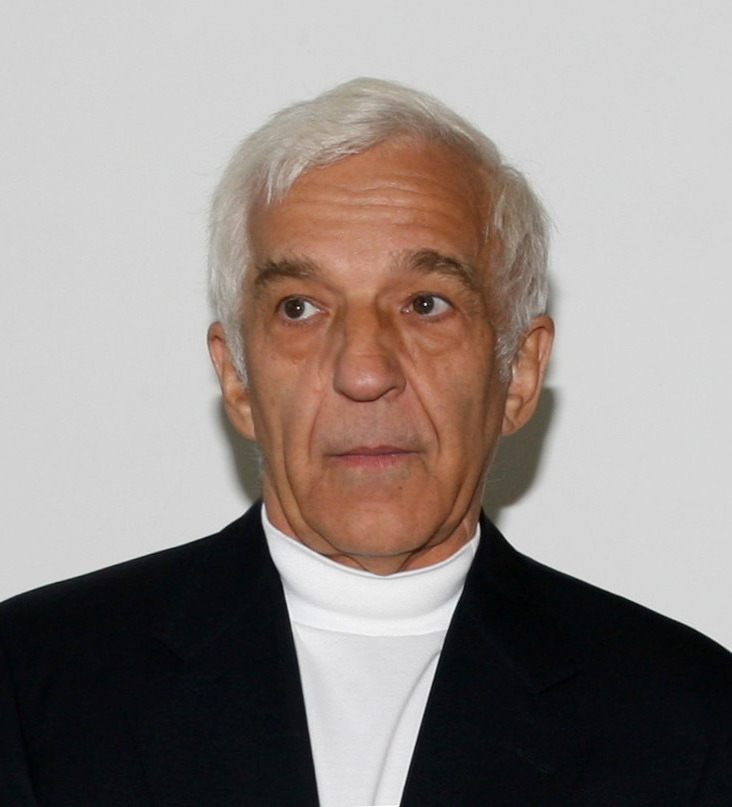
ピアニスト・指揮者、ウラディーミル・アシュケナージ(1937-)誕生。

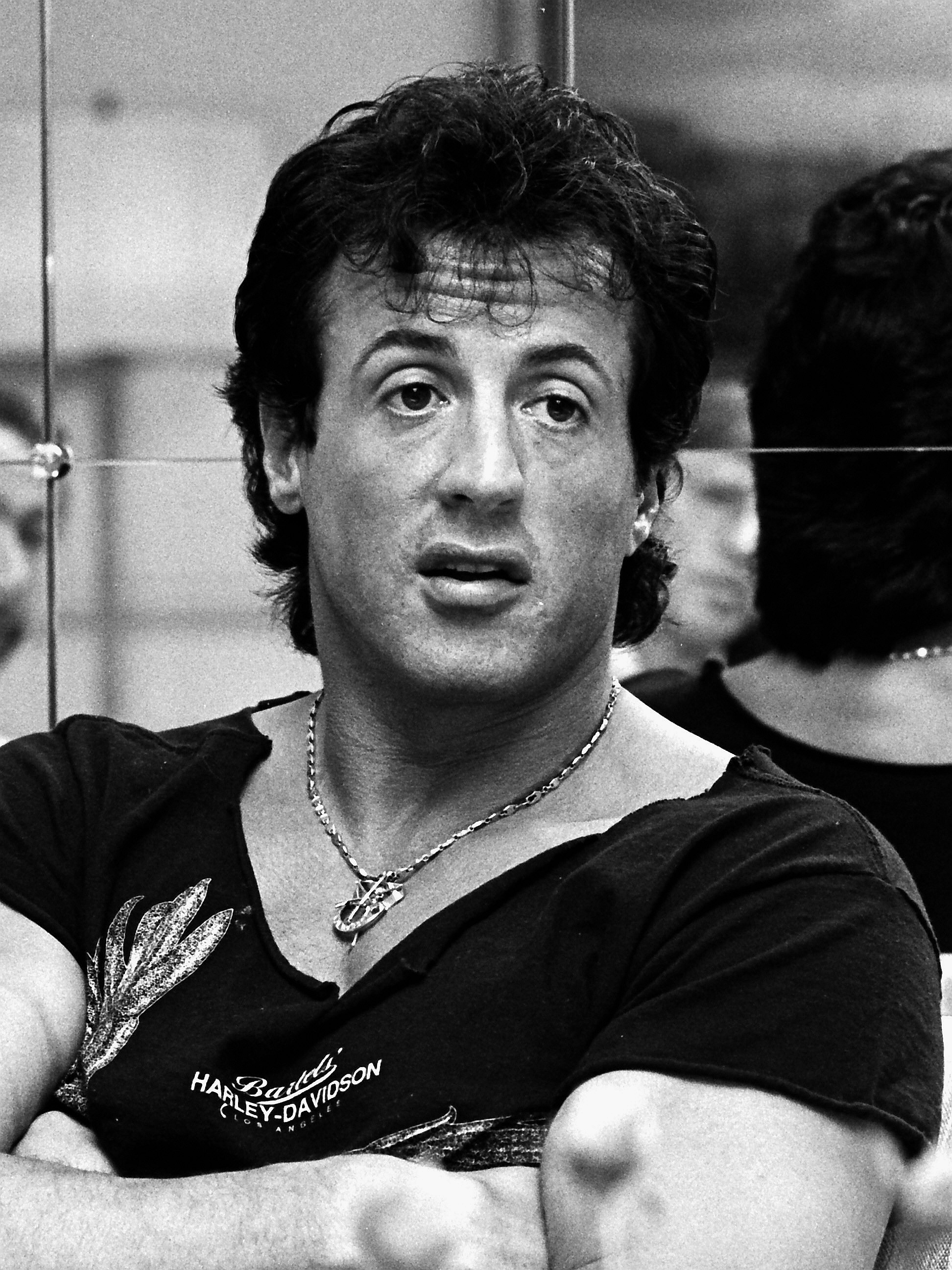
俳優シルヴェスター・スタローン(1946-)誕生。

- 1755年 - ジョン・フラクスマン、彫刻家（+ 1826年）
- 1779年（安永9年5月23日） - 三浦毗次、美作勝山藩主（+ 1849年）
- 1794年 - ヴィルヘルム・ヘンゼル、画家（+ 1861年）
- 1796年 - ニコライ1世、ロマノフ朝第11代ロシア皇帝（+ 1855年）
- 1808年 - ヨハン・グスタフ・ドロイゼン、歴史家（+ 1884年）
- 1815年 - ルイ・ピエール・グラチオレ、解剖学者、動物学者（+ 1865年）
- 1832年 - マクシミリアン、メキシコ皇帝（+ 1867年）
- 1838年（天保9年5月15日） - 松平親貴、杵築藩主（+ 1882年）
- 1857年 - ジョージ・ダービー、元プロ野球選手（+ 1925年）
- 1874年 - 佐藤紅緑、劇作家、作家、俳人（+1949年）
- 1876年 - 椎尾弁匡、僧侶、政治家、思想家（+ 1971年）
- 1879年 - アグリッピナ・ワガノワ、バレエダンサー（+ 1951年）
- 1880年 - 村井多嘉子、料理研究家（+ 1960年）
- 1898年 - ハンス・アイスラー、作曲家（+ 1962年）
- 1899年 - スザンナ・マシャット・ジョーンズ、長寿世界一だった人物（+ 2016年）
- 1903年 - 芳賀檀、ドイツ文学者（+1991年）
- 1907年 - フリーダ・カーロ、画家（+ 1954年）
- 1918年 - 望月潤一、元プロ野球選手（+ 1993年）
- 1918年 - 斎藤末逸、元プロ野球選手（+ 没年不詳）
- 1918年 - 伴吉夫、元プロ野球選手（+ 没年不詳）
- 1919年 - エルンスト・ヘフリガー、テノール歌手（+ 2007年）
- 1920年 - ミヤコ蝶々、女優、漫才師（+ 2000年）
- 1920年 - エリース・ボールディング、社会学者（+ 2010年）
- 1921年 - ナンシー・レーガン、アメリカ合衆国のファーストレディ（+ 2016年）
- 1923年 - キャシー・オドネル、女優（+ 1970年）
- 1926年 - 秋元秀雄、評論家（+ 2002年）
- 1927年 - ジャネット・リー、女優（+ 2004年）
- 1927年 - 河合義和、憲法学者
- 1929年 - 都筑道夫、推理作家（+ 2003年）
- 1930年 - 鍛治壮一、作家、ジャーナリスト（+2022年）
- 1931年 - ダニー・ホワイト、R&B歌手（+1996年）
- 1932年 - 遠藤実、作曲家（+ 2008年）
- 1933年 - 三田敏哉、政治家（+2023年）
- 1933年 - 相川浩、アナウンサー（+ 2003年）
- 1934年 - モーリス・アッソン、ヴァイオリニスト
- 1935年 - ダライ・ラマ14世、チベット亡命政府指導者、ノーベル平和賞受賞者
- 1936年 - 荒川修作、美術家（+ 2010年）
- 1937年 - 桐島洋子、ノンフィクション作家
- 1937年 - ウラディーミル・アシュケナージ、ピアニスト、指揮者
- 1940年 - 藤猛、プロボクサー
- 1940年 - ヌルスルタン・ナザルバエフ、政治家、初代カザフスタン大統領
- 1942年 - 髙橋正征、生態学者
- 1943年 - 谷博之、政治家
- 1945年 - 長塚京三、俳優
- 1945年 - 徳江尚子、ヴァイオリニスト（+2019年）
- 1946年 - シルヴェスター・スタローン、俳優、映画監督、プロデューサー、脚本家
- 1946年 - ジョージ・ウォーカー・ブッシュ、政治家、第43代アメリカ合衆国大統領
- 1946年 - 高峰圭二、俳優
- 1947年 - 上田次朗、元プロ野球選手
- 1947年 - 鈴木一平、演出家
- 1947年 - 瀬川瑛子、演歌歌手
- 1948年 - 吉岡忍、ノンフィクション作家
- 1948年 - 鈴木英人、イラストレーター
- 1949年 - 神津信一、税理士
- 1949年 - 諸星大二郎、漫画家
- 1949年 - 崔洋一、映画監督（+ 2022年)
- 1950年 - 神江里見、漫画家（+ 2016年）
- 1950年 - よしかわ進、漫画家
- 1954年 - 村橋明郎、映画監督、シナリオライター
- 1955年 - 長谷川哲夫、天文学者
- 1958年 - 古田たかし、ミュージシャン、ドラマー
- 1959年 - 鈴木康友、元プロ野球選手
- 1960年 - 旭富士正也、大相撲第63代横綱、年寄14代宮城野
- 1960年 - ハーマン・リベラ、元プロ野球選手
- 1960年 - 横山剣、歌手（クレイジーケンバンド）
- 1961年 - 伊藤達也、政治家
- 1962年 - 中井哲之、高校野球指導者
- 1963年 - 金城信夫、元プロ野球選手
- 1964年 - 頓田国満、元プロ野球選手
- 1964年 - 太田光代、実業家、タレント
- 1965年 - 高際みゆき、政治家
- 1965年 - 角野秀行、ミュージシャン（TUBE）
- 1966年 - 渡邊津弓、女優
- 1966年 - 露無博文、元野球選手
- 1967年 - とよた真帆、女優
- 1967年 - 原千果子、女優、声優
- 1967年 - 北村俊介、元プロ野球選手
- 1968年 - 大西結花、女優
- 1968年 - 湊富士孝行、元大相撲力士、年寄23代湊
- 1968年 - 祐木毅、元バスケットボール選手
- 1969年 - 木村哲也、政治家
- 1970年 - ドン・フジイ、プロレスラー
- 1970年 - 三澤肇、ジャーナリスト、元アナウンサー
- 1970年 - ハーラル・ナエヴダル、ミュージシャン
- 1971年 - 泉香澄、柔道家
- 1971年 - 三野勝大、元プロ野球選手
- 1972年 - 夏目一人、実業家、クリエイター
- 1972年 - 山田美保、元アナウンサー
- 1973年 - 小倉隆史、元サッカー選手、タレント
- 1974年 - 横西奏恵、競艇選手
- 1974年 - 村上義弘、競輪選手
- 1974年 - 立川談大、落語家（+ 2010年）
- 1974年 - 花輪英司、声優
- 1974年 - ベンビー、タレント、ラジオパーソナリティ
- 1974年 - シライケイタ、俳優、演出家、劇作家
- 1975年 - 宝積有香、女優
- 1975年 - 50セント、ヒップホップMC
- 1976年 - 狩野倫久、元サッカー選手、指導者
- 1977年 - 長谷川真弓、ファッションデザイナー
- 1977年 - 丁野奈都子、フリーアナウンサー
- 1978年 - 三宅愛子、元競泳選手、競泳指導者
- 1978年 - 増野彰、元バレーボール選手
- 1978年 - 塩村文夏、政治家、エッセイスト
- 1978年 - 桂力造 (2代目)、落語家
- 1979年 - 石谷吾一、サッカー選手
- 1979年 - 井上芳雄、ミュージカル俳優
- 1979年 - ニック・セスター、シンガーソングライター（ジェット）
- 1980年 - パウ・ガソル、元バスケットボール選手
- 1980年 - 村西利恵、アナウンサー
- 1981年 - 佐藤友香、競輪選手
- 1981年 - ロマン・シロコフ、元サッカー選手
- 1981年 - 平川由梨、タレント
- 1983年 - 高橋さとみ、アナウンサー
- 1983年 - 山口真由、弁護士
- 1984年 - 今浪隆博、元プロ野球選手
- 1984年 - 岡田幸文、元プロ野球選手
- 1984年 - 張昊、フィギュアスケート選手
- 1984年 - 五郎丸亮、元ラグビー選手
- 1985年 - 高野沙織、タレント、女優
- 1985年 - ナオミ・ナリ・ナム、フィギュアスケート選手
- 1985年 - 尾形沙耶香、ファッションモデル
- 1986年 - 西村理沙、女優
- 1986年 - 野村瑠里、グラビアアイドル、タレント
- 1987年 - 雨宮敬、元プロ野球選手
- 1987年 - 中橋耕平、ミュージカル俳優
- 1987年 - 金鎮鉉 、サッカー選手
- 1988年 - 石田たくみ、お笑い芸人（カミナリ）
- 1988年 - イ・ナリ、プロゴルファー
- 1988年 - 原奈津子、女優、声優
- 1988年 - ミハイル・クズネツォフ、フィギュアスケート選手
- 1989年 - 橋本大智、元バレーボール選手
- 1989年 - 髙濱卓也、元プロ野球選手
- 1989年 - 李玲、陸上競技選手
- 1989年 - 木村愛里、タレント
- 1989年 - 宮本彩希、タレント
- 1990年 - 松永かなみ、タレント
- 1990年 - ニック・ブッチ、プロ野球選手
- 1990年 - 鄭用雲、プロ野球選手
- 1991年 - 豊嶋邑作、サッカー選手
- 1991年 - 相馬卓弥、バスケットボール選手
- 1991年 - ブライアン・ロドリゲス、プロ野球選手
- 1992年 - 堀奈津佳、プロゴルファー
- 1992年 - マニー・マチャド、プロ野球選手
- 1992年 - コス・ジョルト、フィギュアスケート選手
- 1992年 - 柳田将洋、バレーボール選手
- 1992年 - 汐谷文康、声優
- 1992年 - 大下佑馬、元プロ野球選手
- 1992年 - 多田竜也、山形県庁職員
- 1993年 - 黒羽麻璃央、俳優
- 1993年 - 北川里奈、声優
- 1993年 - フランク莉奈、女優、モデル
- 1993年 - ペテル・レイトマイェル、フィギュアスケート選手
- 1993年 - 三丸拡、サッカー選手
- 1993年 - ファイルーズあい、声優
- 1994年 - 大黒田裕芽、ラグビーユニオン選手
- 1994年 - 宗接唯人、元プロ野球選手
- 1994年 - ジョアン・ジョルダン、サッカー選手
- 1994年 - 井手上梓、元ファッションモデル
- 1995年 - 野口瑠璃子、声優
- 1995年 - 小坂井祐莉絵、声優
- 1995年 - 高井つき奈、アイドル（simpatix、元ももいろクローバー、元SKE48）
- 1996年 - 辻美優、ファッションモデル
- 1998年 - 小野花梨、女優
- 1998年 - 早川隆久、プロ野球選手
- 1999年 - 山内祐奈、アイドル（HKT48）
- 2000年 - マイケル・オバフェミ、サッカー選手
- 2000年 - NENE、アイドル（ミームトーキョー）
- 2002年 - ほのか有泉、女優、モデル
- 2003年 - 齊藤なぎさ、女優、ファッションモデル（元=LOVE）
- 2004年 - 松尾汐恩、プロ野球選手
- 2004年 - 坂本拓己、プロ野球選手
- 2004年 - 茅島みずき、女優
- 2005年 - 舞優、女優
- 2005年 - 日當直喜、プロ野球選手
- 生年不詳 - 千田ミヤコ、声優、舞台女優
- 生年不詳 - 戸塚利絵、声優
- 生年不詳 - 伊藤春香、声優
- 生年不詳 - 林理幹、声優
- 生年不詳 - 齋藤沙弥香、アナウンサー

## 忌日

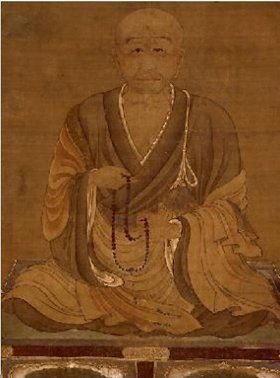
天台宗僧侶源信(942-1017)遷化。

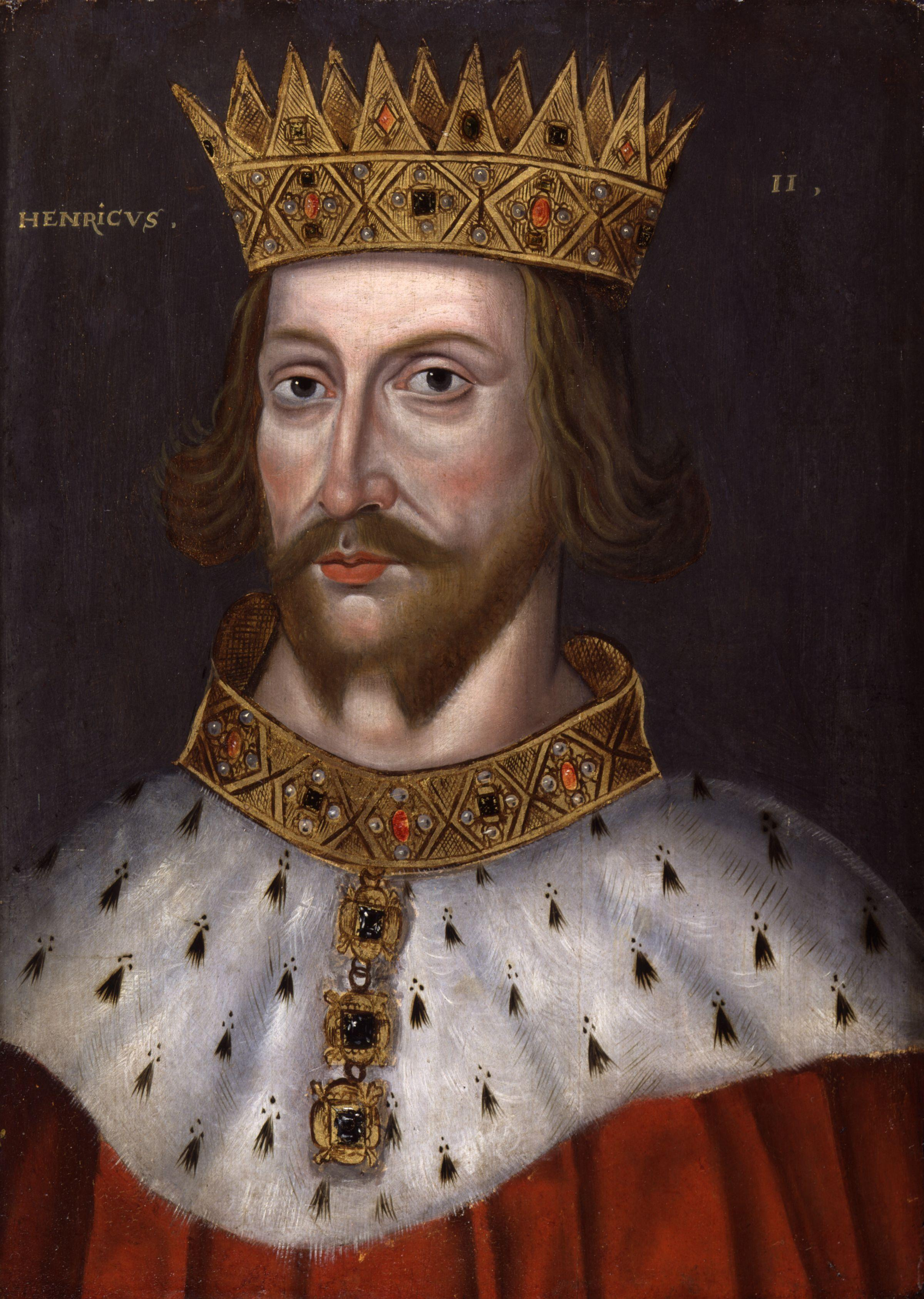
英国王ヘンリー2世(1133-1189)没。

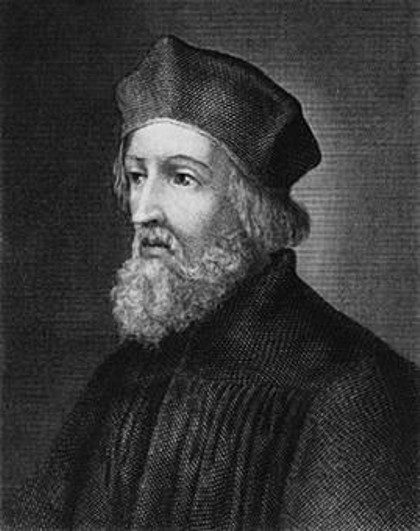
宗教思想家ヤン・フス(1369-1415)刑死。

法律家・思想家トマス・モア(1478-1535)刑死。

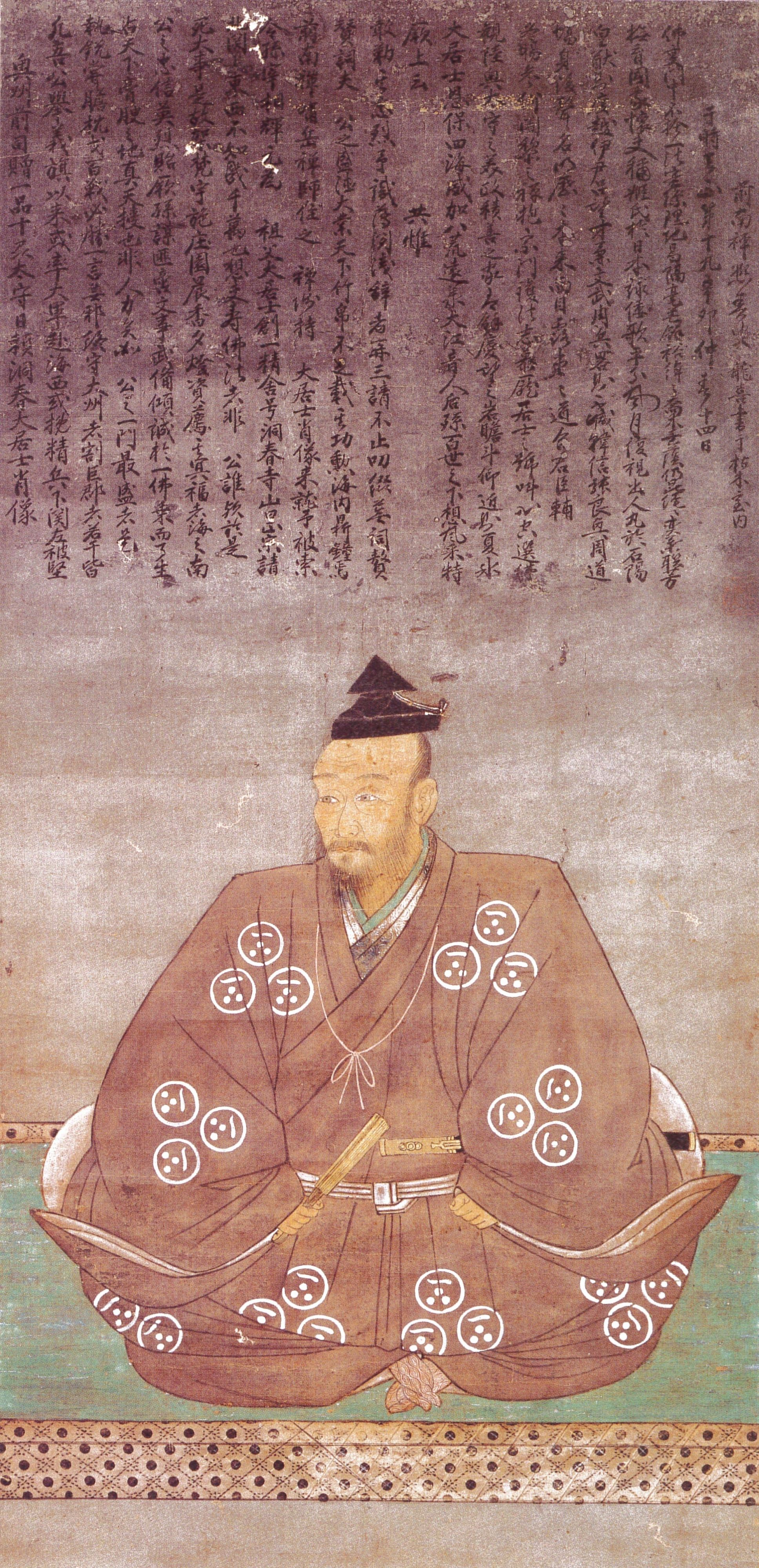
戦国大名毛利元就(1497-1571)没。

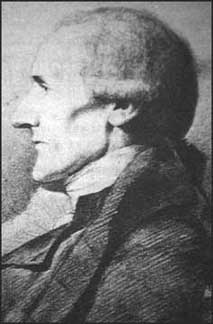
グランビル・シャープ(1753-1813)没。

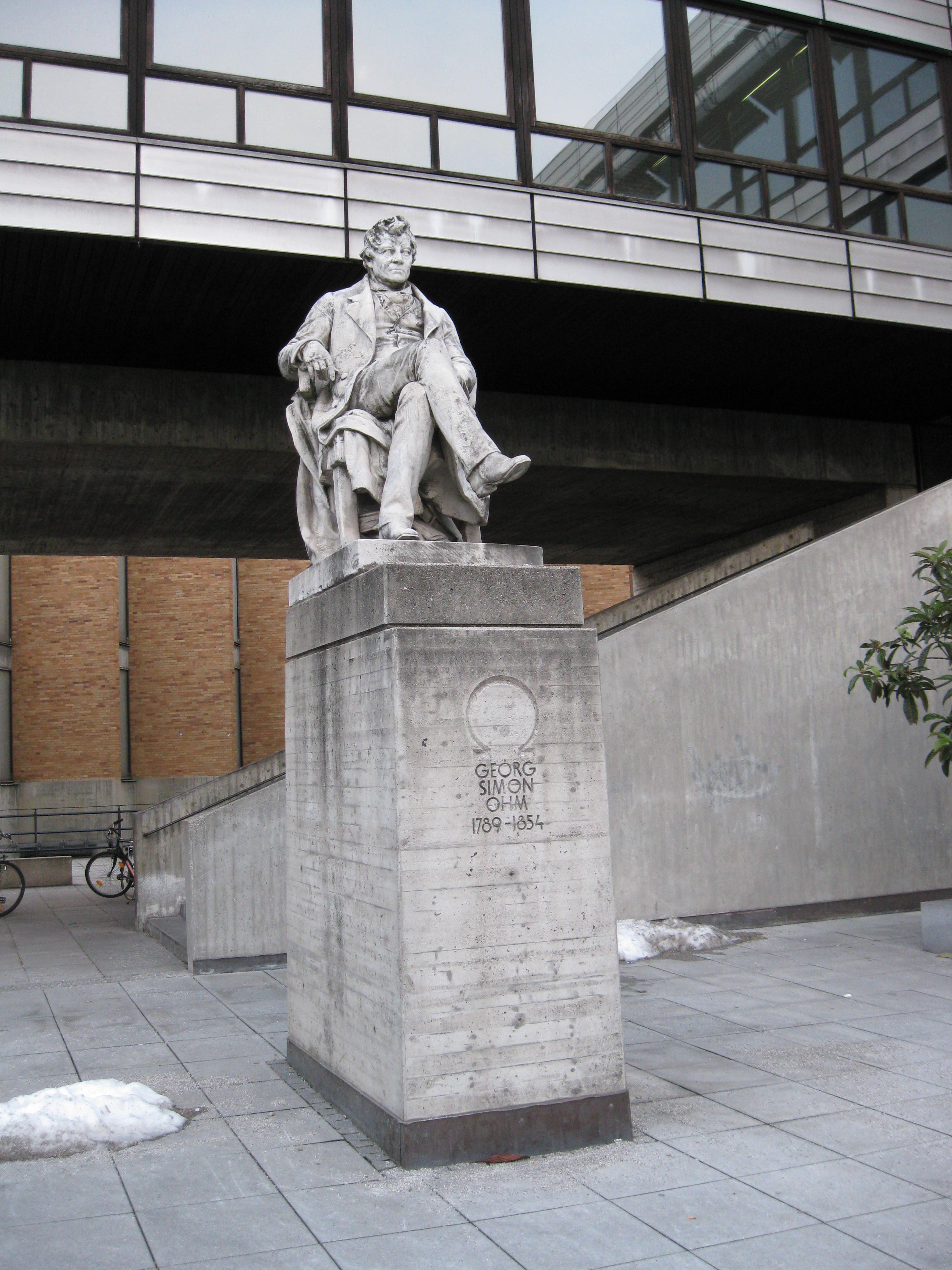
物理学者ゲオルク・オーム(1789-1854)没。

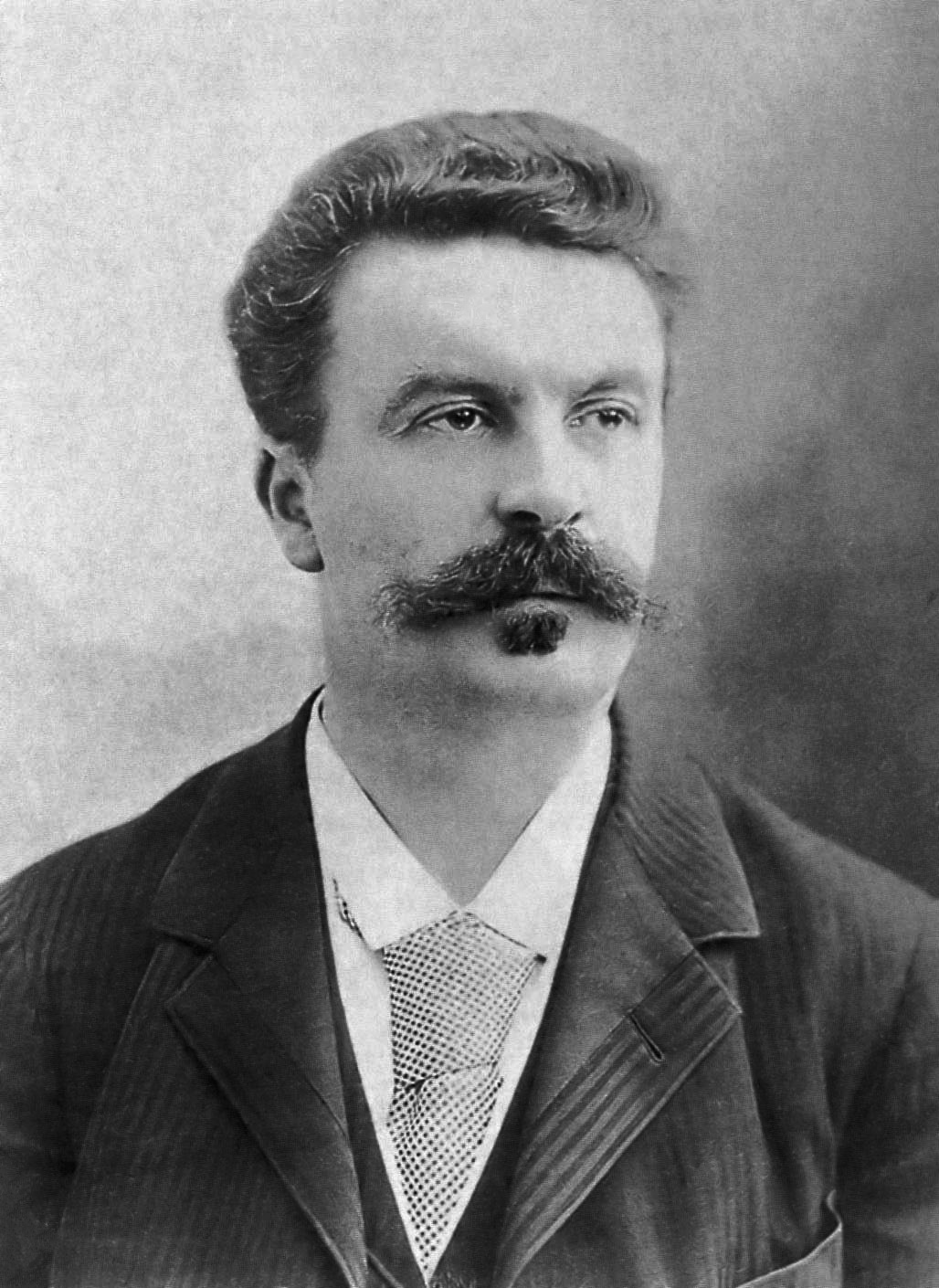
小説家ギ・ド・モーパッサン(1850-1893)没。

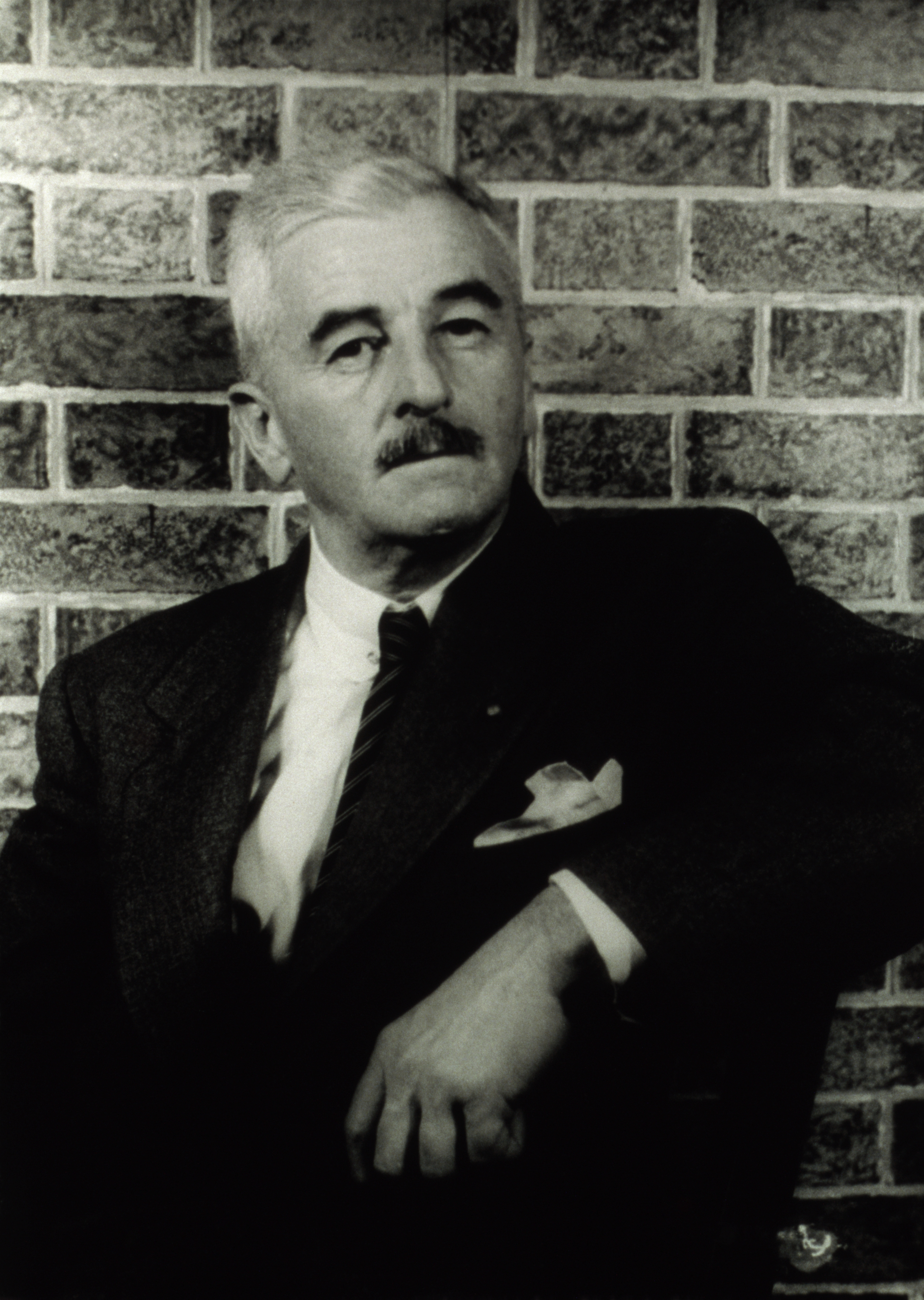
作家ウィリアム・フォークナー(1897-1962)没。

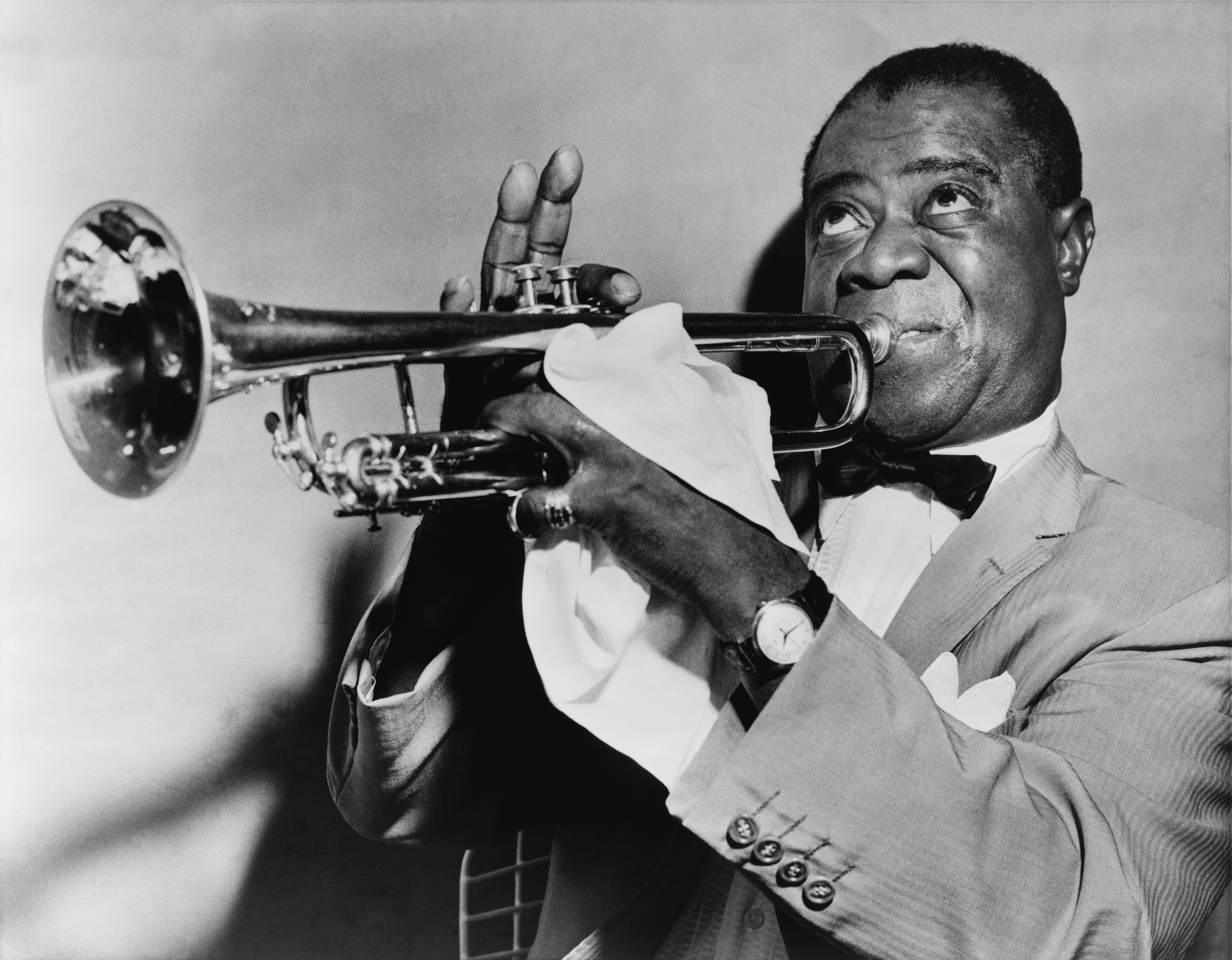
ジャズトランペッター、「サッチモ」ルイ・アームストロング(1901-1971)没。

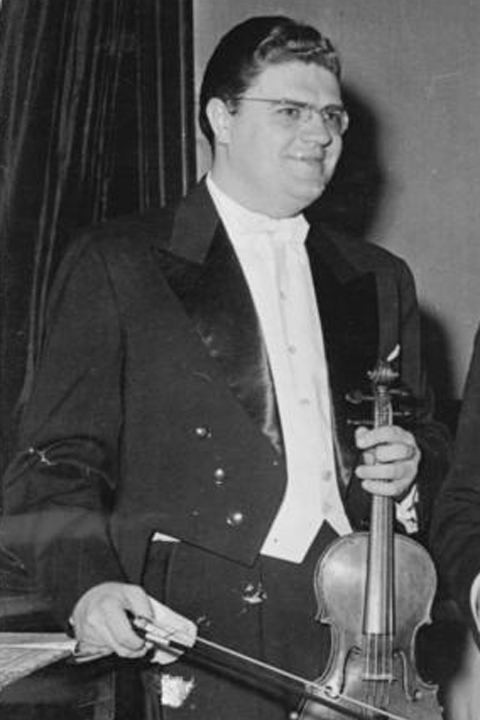
ヴァイオリニストヨゼフ・スーク(1929-2011)没。作曲家ドヴォルザークのひ孫で、チェコ・フィルのソリスト等を務めた。

- 1017年（寛仁元年6月10日） - 源信、平安時代の天台宗の僧（* 942年）
- 1189年 - ヘンリー2世、イングランド王（* 1133年）
- 1415年 - ヤン・フス、宗教改革者（* 1369年）
- 1476年（文明8年6月15日） - 日野勝光、室町時代の公卿（* 1429年）
- 1476年 - レギオモンタヌス、天文学者（* 1436年）
- 1483年 - エドワード5世、イングランド王（* 1470年）
- 1533年 - ルドヴィーコ・アリオスト、詩人（* 1474年）
- 1535年 - トマス・モア、思想家（* 1478年）
- 1553年 - エドワード6世、イングランド王（* 1537年）
- 1571年（元亀2年6月14日） - 毛利元就、戦国大名（* 1497年）
- 1579年（天正7年6月13日） - 竹中重治、戦国武将（* 1544年）
- 1582年（天正10年6月17日） - 斎藤利三、武将（* 1534年）
- 1615年（慶長20年6月11日） - 古田重然（織部）、戦国武将、茶人（* 1544年）
- 1813年 - グランビル・シャープ、奴隷制廃止運動家（* 1753年）
- 1833年 - ピエール＝ナルシス・ゲラン、画家（* 1774年）
- 1835年 - ジョン・マーシャル、第4代アメリカ合衆国国務長官（* 1755年）
- 1854年 - ゲオルク・オーム、物理学者（* 1789年）
- 1868年（明治元年5月17日） - 原田左之助、新撰組十番隊組長（* 1840年）
- 1893年 - ギ・ド・モーパッサン、作家（* 1850年）
- 1894年 - 高橋由一、洋画家（* 1828年）
- 1901年 - クロートヴィヒ・ツー・ホーエンローエ＝シリングスフュルスト、第3代ドイツ国首相（* 1819年）
- 1915年 - ローレンス・ハーグレイヴ、発明家（* 1850年）
- 1916年 - オディロン・ルドン、画家（* 1840年）
- 1932年 - ケネス・グレアム、小説家（* 1859年）
- 1936年 - 冨田溪仙、日本画家（* 1879年）
- 1938年 - 御木徳一、ひとのみち教団（現・PL教団）開祖（* 1871年）
- 1940年 - アレクサンダー・ゴールデンワイザー、人類学者、社会学者（* 1880年）
- 1944年 - 南雲忠一、日本海軍軍人（* 1887年）
- 1946年 - ジャンヌ・ランバン、ファッションデザイナー、ランバン(LANVIN) 創業者（* 1867年）
- 1949年 - 下山定則、日本国有鉄道総裁（* 1901年）
- 1958年 - ルイジ・ムッソ、レーシングドライバー（* 1924年）
- 1959年 - ジョージ・グロス、画家（* 1893年）
- 1960年 - ハンス・ウィルスドルフ、実業家、ロレックス創業者（* 1881年）
- 1961年 - スコット・ラファロ、ベース奏者（* 1936年）
- 1962年 - ウィリアム・フォークナー、作家（* 1897年）
- 1966年 - ジョン・レックスホインフィールド（英語版）、応用化学者（* 1901年）
- 1970年 - ヨハネス・フィッティング（英語版）、植物生理学者（* 1877年）
- 1970年 - シグネ・ハンマシュティエン＝ヤンソン、画家、グラフィックデザイナー（* 1882年）
- 1971年 - ルイ・アームストロング、ジャズミュージシャン（* 1901年）
- 1973年 - オットー・クレンペラー、指揮者、作曲家（* 1885年）
- 1975年 - オットー・スコルツェニー、ナチス・ドイツ親衛隊中佐（* 1908年）
- 1976年 - 朱徳、軍人、政治家（* 1886年）
- 1976年 - 三代目竹本相生太夫、浄瑠璃（義太夫）演者（* 1888年）
- 1976年 - 菅野和太郎、政治家、第8・19代経済企画庁長官、第26-27代通商産業大臣（* 1895年）
- 1979年 - ヴァン・マッコイ、音楽プロデューサー、作曲家（* 1940年）
- 1980年 - フランク・コーデル（英語版）、作曲家、編曲家、指揮者（* 1918年）
- 1983年 - 文村潤、翻訳家（* 1915年）
- 1986年 - 和田浩治、俳優（* 1944年）
- 1987年 - 関谷勝利、政治家（* 1904年）
- 1988年 - 東八郎、コメディアン（* 1936年）
- 1989年 - カーダール・ヤーノシュ、ハンガリーの指導者（* 1912年）
- 1990年 - 竹島将、作家（* 1957年）
- 1992年 - 宮錦浩、元大相撲小結、年寄10代芝田山（* 1927年）
- 1993年 - ジョン・ボルトン、電波天文学者（* 1922年）
- 1993年 - 森瑤子、小説家（* 1940年）
- 1996年 - 金関寿夫、英文学者、翻訳家、旧東京都立大学名誉教授（* 1918年）
- 1996年 - キャシー・アハーン、プロゴルファー（* 1949年）
- 1999年 - ホアキン・ロドリーゴ、作曲家（* 1901年）
- 2000年 - ウワディスワフ・シュピルマン、ピアニスト・作曲家（* 1911年）
- 2000年 - 宮沢昭、ジャズテナーサキソフォン奏者（* 1927年）
- 2002年 - 二条恭仁子、元皇族、二条弼基公爵夫人（* 1917年）
- 2002年 - ジョン・フランケンハイマー、映画監督（* 1930年）
- 2002年 - ハジ・アブドゥル・カディール、政治家、元アフガニスタン副大統領（* 1951年）
- 2003年 - バディ・イブセン、俳優（* 1908年）
- 2003年 - 日野市朗、弁護士、政治家、第61代郵政大臣（* 1934年）
- 2004年 - トーマス・クレスティル、オーストリア大統領（* 1932年）
- 2004年 - シリータ・ライト、ソウルミュージック歌手（* 1946年）
- 2004年 - あとり硅子、漫画家（* 1969年）
- 2005年 - 平岩白風、ジャーナリスト、マジック・和妻研究家（* 1910年）
- 2005年 - クロード・シモン、小説家（* 1913年）
- 2005年 - ルイス・パトリック・グレイ三世（英語版）、官僚、元FBI長官代理（* 1916年）
- 2005年 - エド・マクベイン、小説家（* 1926年）
- 2006年 - ケイシー・ロジャース、女優（* 1926年）
- 2007年 - トーマス・クレスティル、政治家、元オーストリア大統領（* 1932年）
- 2007年 - 柴谷光謹、政治家、元大阪府八尾市長（* 1939年）
- 2007年 - キャスリーン・E・ウッディウィス、小説家（* 1939年）
- 2007年 - 蔦行雄、元プロ野球選手（* 1939年）
- 2008年 - 泉名月、エッセイスト（* 1934年）
- 2008年 - マンド・ラモス、プロボクサー、元WBA・WBC世界ライト級王者（* 1948年）
- 2008年 - 木村慎吾、報道記者、アナウンサー（* 1979年）
- 2009年 - ロバート・マクナマラ、実業家、政治家、第5代世界銀行グループ総裁、第8代アメリカ合衆国国防長官（* 1916年）
- 2009年 - ワシリー・アクショーノフ、小説家（* 1932年）
- 2010年 - シミオン・スタンチュ・シリンクス、パンパイプ奏者（* 1949年）
- 2010年 - 田所清広、調教師、元騎手（* 1956年）
- 2011年 - 松浦総三、社会評論家、ジャーナリスト（* 1914年）
- 2011年 - ヨゼフ・スーク、ヴァイオリニスト（* 1929年）
- 2013年 - 石垣博美、経済学者、北海道大学名誉教授（* 1923年）
- 2013年 - 宮太郎、実業家、元大和社長（* 1926年）
- 2013年 - 山口仙二、原爆被爆者、平和運動家（* 1930年）
- 2013年 - 金子勇、情報工学者、Winny開発者（* 1970年）
- 2014年 - 佐野主税、実業家、元アサヒ飲料会長（* 1930年）
- 2014年 - 森隆夫、教育学者、お茶の水女子大学名誉教授（* 1931年）
- 2014年 - 小野経男、英語学者、名古屋大学名誉教授（* 1931年）
- 2014年 - 黒木基康、元プロ野球選手（* 1936年）
- 2014年 - 木越邦彦[27]、化学者（* 1919年）
- 2014年 - デイブ・レジェノ、俳優（* 1963年）
- 2015年 - 高橋敷、宇宙物理学者、教育評論家（* 1929年）
- 2015年 - ジェリー・ワイントローブ、映画プロデューサー（* 1937年）
- 2016年 - 池田弦、声楽家、カウンターテナー歌手（* 1968年）
- 2017年 - 安西愛子、童謡歌手、声楽家、政治家（* 1917年）
- 2017年 - 駒城鎮一、法学者、富山大学名誉教授（* 1935年）
- 2017年 - 中嶋しゅう、俳優、演出家（* 1948年）
- 2018年 - ジュゼッピーナ・プロジェット＝フラウ、スーパーセンテナリアン（* 1902年）
- 2018年 - 石坂公成、免疫学者（* 1925年）
- 2018年 - 古川利彦、実業家、ソディック創業者（* 1940年）
- 2018年 - ヴラトコ・イリエフスキ、歌手、俳優（* 1985年）
- 2018年 - 中尾翔太、ダンサー（FANTASTICS）（* 1996年）
- 2018年 - オウム真理教事件関係の被死刑執行者
  - 麻原彰晃（松本智津夫）、宗教家（オウム真理教教祖、元代表）、テロリスト（* 1955年）
  - 早川紀代秀、オウム真理教元幹部、テロリスト（* 1949年）
  - 遠藤誠一、オウム真理教元幹部、テロリスト（* 1960年）
  - 中川智正、オウム真理教元幹部、テロリスト（* 1962年）
  - 新實智光、オウム真理教元幹部、テロリスト（* 1964年）
  - 土谷正実、オウム真理教元幹部、テロリスト（* 1965年）
  - 井上嘉浩、オウム真理教元幹部、テロリスト（* 1969年）
- 2019年 - ジョアン・ジルベルト、歌手、ギタリスト（* 1931年）
- 2019年 - パルヴィーズ・ジャライェル、重量挙げ選手（* 1939年）
- 2019年 - キャメロン・ボイス、俳優（* 1999年）
- 2020年 - エンニオ・モリコーネ、作曲家（* 1928年）
- 2020年 - ロナルド・グラハム、数学者（* 1935年）
- 2020年 - 宗像隆幸、台湾独立運動指導者（* 1936年）
- 2020年 - チャーリー・ダニエルズ、ミュージシャン、シンガーソングライター、ギタリスト、フィドル奏者（* 1936年）
- 2020年 - 秋田貞美[28]、出版人、2代目秋田書店社長（* 1936年）
- 2020年 - 安田裕美、ギタリスト、スタジオ・ミュージシャン（* 1948年）
- 2020年 - 鈴木常吉、ミュージシャン、俳優（* 1954年）
- 2020年 - 渡田均、元プロ野球審判員（* 1958年）
- 2020年 - メアリー・ケイ・ルトーノー、教師（* 1962年）
- 2020年 - 望月一、元プロ野球選手（* 1968年）
- 2021年 - 前田米造、撮影監督（* 1935年）
- 2021年 - アクセル・カーン、遺伝学者（* 1944年）
- 2022年 - 西田武生、ファッションデザイナー（* 1922年）
- 2022年 - アルナルド・パンビアンコ、自転車ロードレース選手（* 1935年）
- 2022年 - ジェームズ・カーン、俳優（* 1940年）
- 2022年 - 高沢皓司、ジャーナリスト（* 1947年）
- 2022年 - 唐仁原教久、イラストレーター、アートディレクター（* 1950年）
- 2022年 - 小林のり一、ボードビリアン、コメディアン（* 1951年）
- 2022年 - 青柳政司、空手家、プロレスラー（* 1956年）
- 2023年 - 伊藤裕司、漆芸家（* 1930年）
- 2023年 - 田辺宏章、俳優、声優（* 1945年）
- 2023年 - アルナルド・フォルラーニ、政治家、元イタリア共和国首相（* 1925年）
- 2023年 - 伊藤裕司、漆芸家（* 1930年）
- 2023年 - 二代目京山小円嬢、浪曲師（* 1931年）
- 2023年 - ピーター・ネロ、ピアニスト、指揮者（* 1934年）
- 2023年 - 田辺宏章、俳優、声優（* 1945年）
- 2024年 - 伊藤公象、陶造形作家、金沢美術工芸大学名誉客員教授（* 1932年）
- 2024年 - 大瀬うたじ、お笑い芸人（* 1948年）
- 2024年 - ジミー・ハースト、プロ野球選手（* 1972年）
- 2024年 - 木村山守、大相撲力士、年寄18代岩友（* 1981年）

## 記念日・年中行事

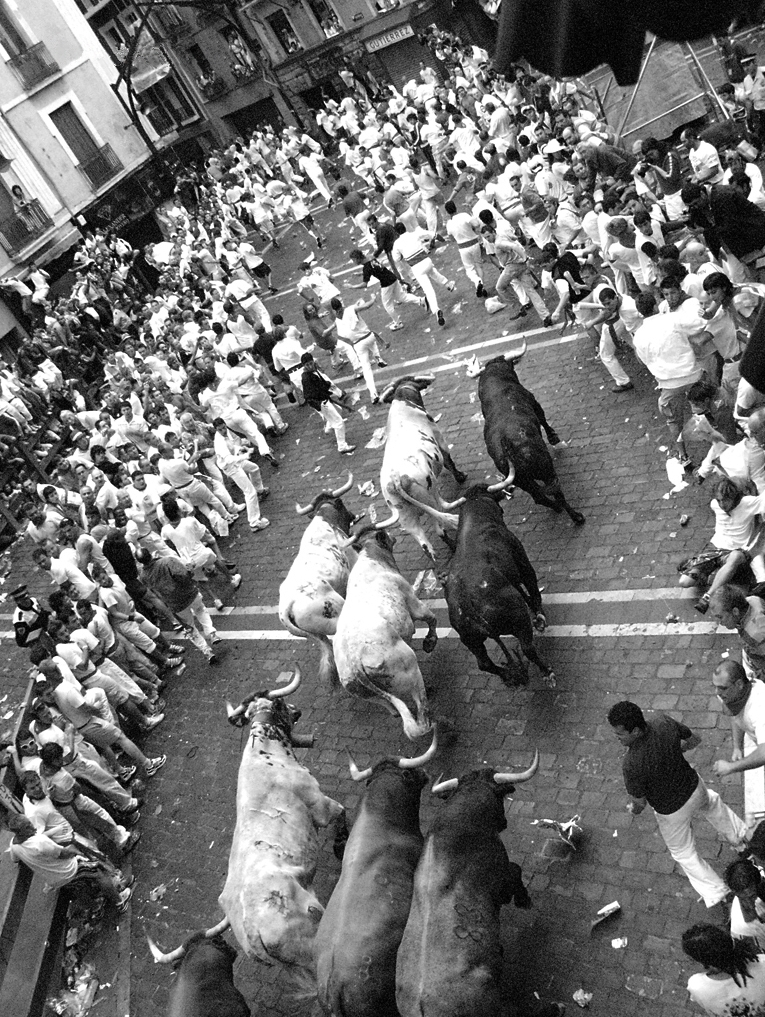
スペインのサン・フェルミン祭。「牛追い祭」としても知られる

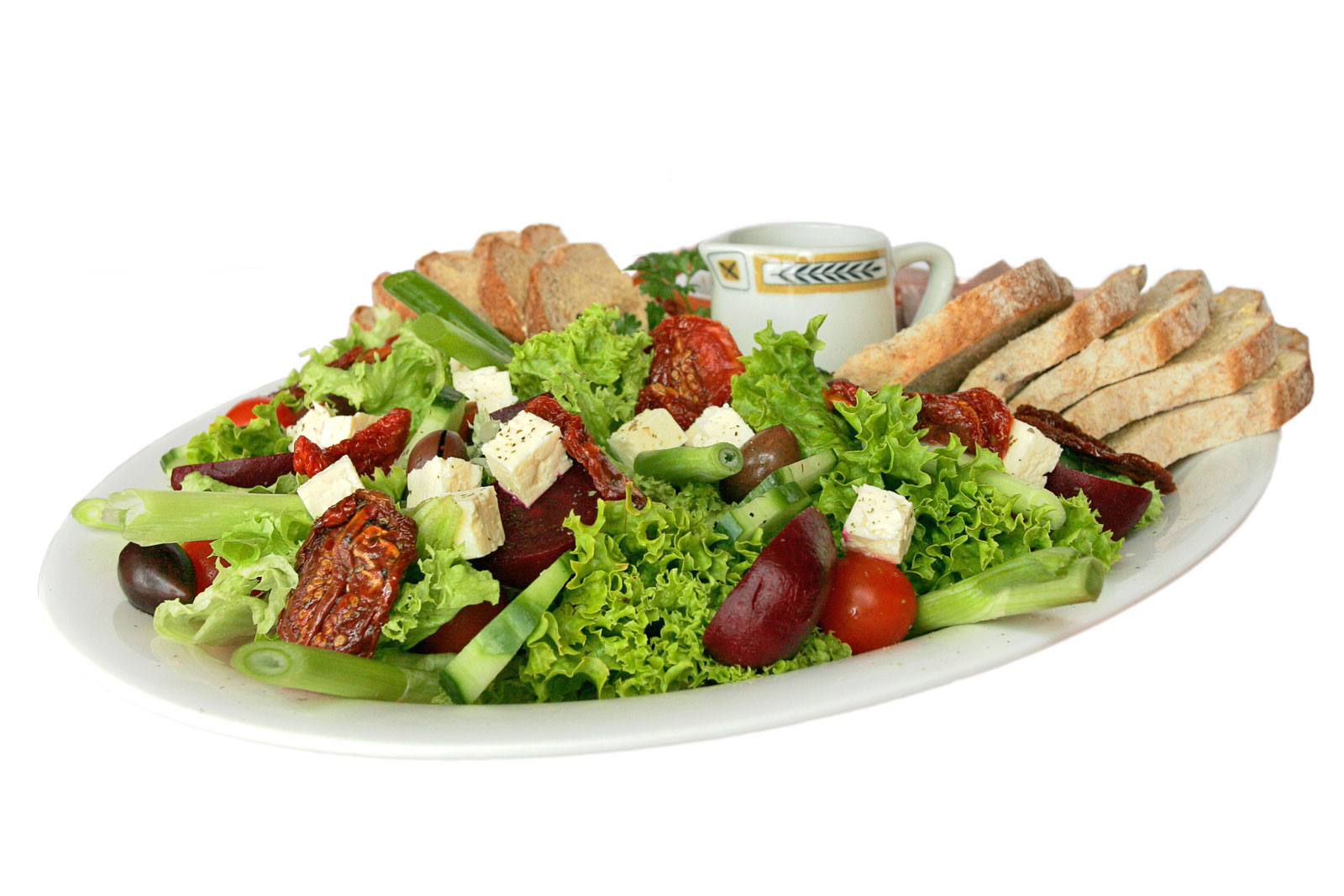
サラダ記念日。俵万智の同名の歌集に収められた短歌にちなむ。

- 独立記念日（ マラウイ）
1964年のこの日、マラウイがイギリスから独立した。
- 独立記念日（ コモロ）
1975年のこの日、コモロ連合がフランスから独立した。
- 建国記念日（ リトアニア）
初代リトアニア王ミンダウガスが1253年に戴冠した日。
- ヤン・フスの日（ チェコ）
ヤン・フスの命日。
- サン・フェルミン祭（ スペインナバラ州、14日まで）
通称 牛追い祭り(エンシエロ)
- 小暑（ 日本）
二十四節気の1つ。太陽の黄経が105度の時で、梅雨明けが近づき、暑さが本格的になるころ。日本では2024年から2096年まで、閏年においてこの日が小暑となる。
- ワクチンの日（ 日本）
1885年のこの日、フランスのルイ・パスツールが開発した狂犬病ワクチンが少年に接種されたことにちなみ、日本ベクトン・ディッキンソン株式会社が制定。ワクチンの大切さを知ってもらうことが目的[29]。
- サラダ記念日（ 日本）
俵万智の歌集『サラダ記念日』（1987年）の中に、この日がサラダ記念日という歌があることから[30]。
- 公認会計士の日（ 日本）
日本公認会計士協会が1991年に制定。昭和23年（1948年）のこの日に公認会計士法が公布されたことを記念[31]。
- ピアノの日（ 日本）
1823年（文政6年）のこの日、シーボルトが初めて日本にピアノを持ち込んだ[32]。
- 零戦の日（ 日本）
1939年のこの日、零式艦上戦闘機（ゼロ戦）の試作機の試験飛行が始まったことを記念[33]。
- ナンの日（ 日本）
株式会社ジェーシー・コムサが制定。小麦粉を原料とした主食（小麦ご飯）のひとつ「ナン」の美味しさをアピールするのが目的。日付は、需要の高まる夏の始まりの時期であり、7と6で「ナ(7)ン(6)」と読む語呂合わせから[34][35]。